# Allamaye Halina
Allamaye Halina (en árabe: اللاماي هالينا, nacido el 1 de enero de 1967) es un diplomático y estadista chadiano que ha estado sirviendo como primer ministro desde el 23 de mayo de 2024.

## Biografía
Allamaye Halina nació el 1 de enero de 1967 en Gounou Gaya, Región de Mayo-Kebbi Este.
Obtuvo una licenciatura en historia y geografía de la Universidad de Yamena en 1992. Posteriormente, continuó su educación de posgrado en el Instituto de Relaciones Internacionales de Camerún y obtuvo una maestría en relaciones internacionales.

### Carrera política
Halina fue Jefe de Protocolo del presidente chadiano Idriss Déby de 2010 a 2023. En 2023, fue nombrado embajador de Chad en China.
El 23 de mayo de 2024, tras la toma de posesión del presidente Mahamat Déby Itno, Halina fue designado como Primer ministro de Chad.
Tras su nombramiento como primer ministro, varios analistas describieron a Halina como un técnico sin ambición política, que no competiría con el presidente Déby.[cita requerida] Halina se mantuvo leal a Idriss Déby durante mucho tiempo, y Mahamat Déby lo describe como su "hermano mayor".